# Umbra Vitae
Umbra Vitae — американський дез-метал супергурт, створений в 2020 році. 
Дебютний альбом гурту Shadow of Life вийшов у 2020 році.

## Історія
Гурт Umbra Vitae була створена Джейкобом Бенноном, Майком Маккензі та Шоном Мартіном під час репетицій для сольного проекту Беннона, Wear Your Wounds. 
Під час запису альбому для сольного проекту Wear Your Wounds, до складу приєдналися басист Грег Вікс і барабанщик Джон Райс. 
Гурт Umbra Vitae отримав свою назву від однойменної поеми Георга Гейма (Georg Heym) 1912 року.
У березні 2020 року гурт анонсував свій дебютний альбом «Shadow of Life» і випустив головний сингл «Return to Zero».  Запис був спродюсований гітаристом гурту Converge, Куртом Баллоу (Kurt Ballou).
У квітні 2020 року вийшов кліп на трек «Mantra of Madness».
У червні 2020 року гурт випустив другий кліп «Ethereal Emptiness».
25 березня 2024 року гурт оголосив про свій другий альбом Light of Death, який вийде 7 червня.

## Музичний стиль
Музичний стиль гурту Umbra Vitae описують як дез-метал.
Про звучання гурту Беннон сказав: «Це найкраще, що я робив, що грунтується на більш традиційному дез-металі, принаймні з точки зору швидкості, жорсткості та важкості».
За словами Джеймі Людвіга (Jamie Ludwig) з Chicago Reader, дебютний альбом гурту «змішує вплив 90-х і сучасності з хардкорною енергією та великою кількістю жорсткості, завзяття та шаленства».

## Учасники гурту
- Джейкоб Беннон (Jacob Bannon) — вокал (2020—теперішній час), учасник гурту Converge
- Майк Маккензі (Mike McKenzie) — гітара (2020—теперішній час), учасник гурту The Red Chord
- Шон Мартін (Sean Martin) — гітара (2020—теперішній час), учасник гуртів Twitching Tongues, Hatebreed
- Грег Вікс (Greg Weeks) — бас (2020—теперішній час), учасник гурту The Red Chord
- Джон Райс (Jon Rice) — ударні (2020—теперішній час), учасник гуртів Uncle Acid & the Deadbeats, Job for a Cowboy

## Дискографія
Студійні альбоми
- Shadow of Life (2020)
- Light of Death (2024)

Сингли
- "Return to Zero" (2020)
- "Mantra of Madness" (2020)

Музичні кліпи
- "Mantra of Madness" (2020)
- "Ethereal Emptiness" (2020)